# 南湖大山紫雲英
南湖大山紫雲英（学名：Astragalus nankotaizanensis）为豆科紫雲英屬下的一个种。